# Huellas de Dinosaurios de Santisteban del Puerto
Las Huellas de Dinosaurios de Santisteban del Puerto son un conjunto de 24 huellas del Triásico de dinosaurios bípedos, de la familia de los arcosaurios, sobre arcillas rojas areniscas, localizadas en el municipio de Santisteban del Puerto, provincia de Jaén (Andalucía, España). Constituye uno de los dos yacimientos de icnitas descubiertos en Andalucía, siendo la edad de este yacimiento donde aparecen las huellas de unos 230 millones de años. Están declaradas monumento natural de carácter geológico por la Junta de Andalucía (22 de noviembre de 2001).
Las huellas se encuentran hoy día protegidas por una edificación cerrada, son visitables y están integradas en un parque temático municipal, con la reproducción de un dinosaurio similar al que ocasionó las huellas.

## Yacimiento de icnitas

### Materiales
Los materiales en los que aparecen las icnitas o huellas corresponden a la Formación Chiclana de Segura, que se extienden desde Bailén hasta Alcaraz; y reposan sobre materiales plegados del Paleozoico: cuarcitas y pizarras fundamentalmente. La sucesión de materiales de esta formación, en el sector estudiado de Santisteban del Puerto, está formada principalmente por un conjunto de materiales arcillosos con intercalaciones de areniscas y de capas delgadas de carbonatos. En varios puntos de la base de la sucesión, se observan niveles de conglomerados discordantes sobre los materiales paleozoicos. Por encima aparecen arcillas con intercalaciones de areniscas, donde se encuentran las huellas. En el tramo intermedio de la sucesión se observan algunos niveles finos de carbonatos y de yesos. Finalmente en la parte superior hay un predominio de areniscas sobre arcillas. Las huellas aparecen en un paquete de areniscas subhorizontal, que aflora al lado de la carretera C-3210 que comunica Santisteban del Puerto con Navas de San Juan. Aunque el muro de este tramo no aflora, se puede estimar una potencia de 1,80 metros según los datos obtenidos en los sondeos eléctricos realizados.

### Tramos
Este tramo está formado por tres niveles de areniscas con laminación cruzada. Las huellas se sitúan en el techo del nivel superior de este tramo de areniscas, que tienen un espesor de unos 27 centímetros. En la parte alta de este nivel también se observan grietas de desecación y bioturbaciones producidas por pequeños organismos, que consisten en galerías subverticales rellenas de arena muy fina, que rompen la laminación cruzada. Las huellas se concentran en una superficie de unos 20 metros cuadrados de este nivel. Están formadas por tres elementos o segmentos alargados subparalelos, aunque no siempre están marcados con la misma nitidez o de igual manera, pues, algunas de las icnitas consta únicamente en uno dos de estos elementos, que además, varían de profundidad de un punto a otro de dicha superficie (desde 1 cm a 9 cm).
Todo parece indicar que el contenido de agua del sedimento era diferente de un punto a otro. Existían zonas con poco contenido de agua, donde se iban desarrollando muy bien las grietas de desecación, que coinciden con las zonas por donde pasaron los vertebrados sin dejar rastro. Por otra parte, había zonas donde el contenido de agua era muy alto y los vertebrados dejaban las huellas de sus pisadas. Por lo tanto, por las características de las estructuras encontradas en este nivel de areniscas se puede pensar que se trata de una zona encharcada de la llanura de inundación de un sistema fluvial, posiblemente de una zona cercana a un vado de un río o al lado de un canal abandonado.

### Datación
Para la datación de los materiales se han recogido muestras de arcillas en el Arroyo de la Canaleja, que se sitúa muy cerca del yacimiento, para su estudio palinológico y se ha llegado a una datación bastante precisa. El conjunto de los palinomorfos que aparecen en estos niveles datan un Carniense Inferior (Triásico Superior). Por lo tanto, teniendo en cuenta todos estos datos, se puede decir que la edad del yacimiento donde aparecen las huellas es de unos 230 millones de años.
Sobre un estrato subhorizontal se han estudiado 24 icnitas, que corresponden a epirrelieves cóncavos. Están compuestas por tres elementos o marcas alargadas, cóncavas; dos laterales, largas, y una intermedia más corta, situada en una posición algo retrasada. Las marcas laterales forman un ángulo muy pequeño y tienen una longitud media de 33 centímetros, y la marca intermedia alcanza los 19 centímetros. No se trata de formas semicilíndricas, pues se pueden observar algunas constricciones que definen almohadillas o callosidades subdigitales.

## Hipótesis sobre los autores de la huella
El investigador del Departamento de Geología de la Universidad de Jaén, Matías Reolid, plantea que las huellas fueran producidas por un reptil bípedo de tamaño medio a grande, posiblemente un dinosaurio saurísquio del grupo de los terópodos, no descartando totalmente que pudieran pertenecer a un posposaurio. La opción más probable es que estas huellas se deban a diferentes individuos cruzando por una zona habitual en diferentes momentos. El ambiente fue próximo a la costa.
Atendiendo al gran tamaño de las pisadas y a la edad de los materiales (230 millones de años), Reolid plantea que podría tratarse de terópodos ceratosaurios, descartando con esta conclusión anteriores hipótesis que planteaban como autor de las mismas a una especie de dinosaurio que se desplazaba a saltos o con una deformación en los dedos del pie.